# Furstespegel

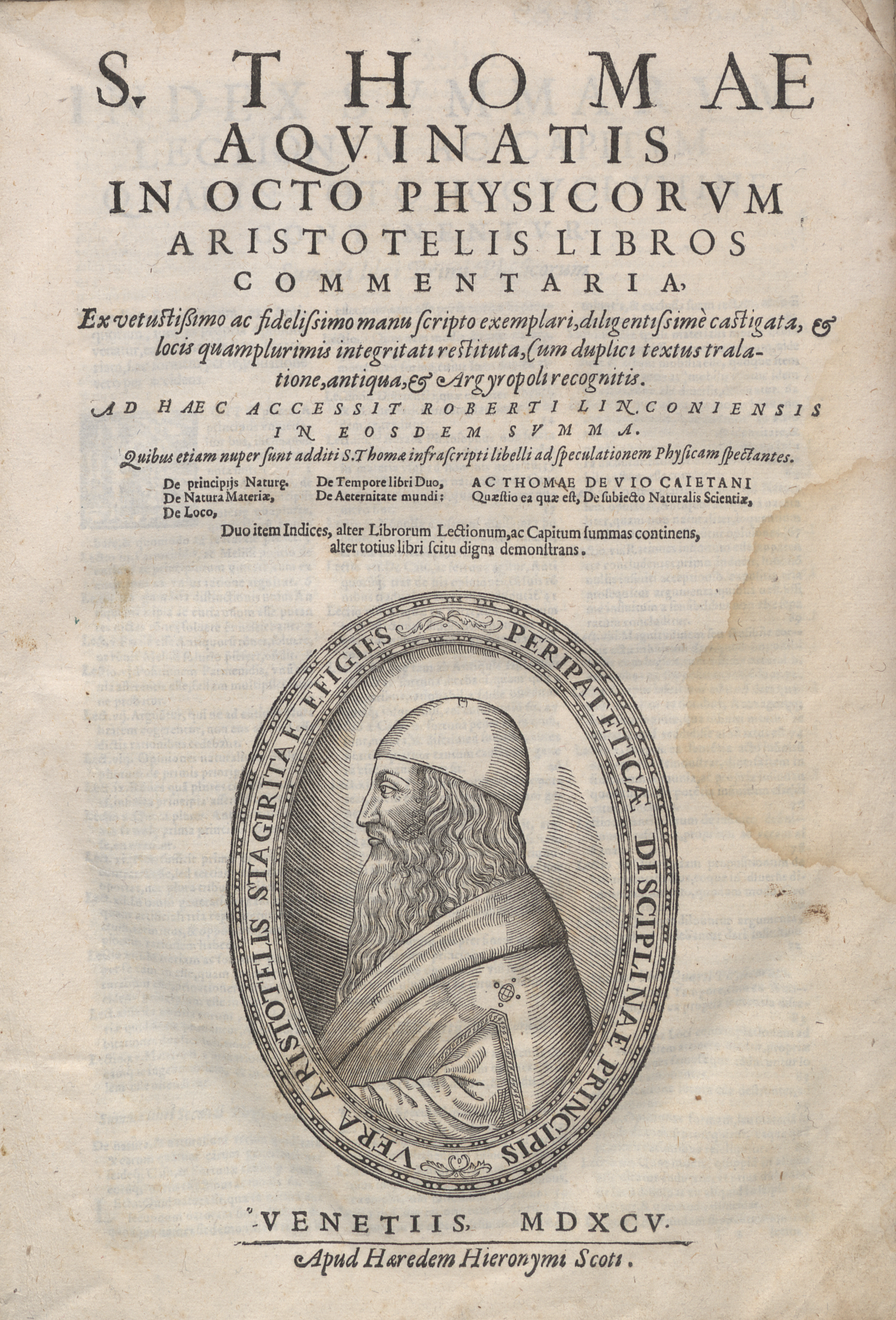
Super Physicam Aristotelis, 1595

Furstespegel är en sammanfattande benäming på en undervisande och filosofisk litteratur under europeisk medeltid och renässans. Genren behandlar maktens uppkomst och mening och ger i instruktionsböcker praktiska råd för härskare.
Genren har rötter antikens Grekland, men liknande skrifter finns även i bysantinsk och arabisk litteratur. Exempel på furstespeglar är Konungastyrelsen, Fyra skrifter av Nizami Aruzi och Fursten av Niccolò Machiavelli.